# Archosauria
Az Archosauria (ógörögül: „uralkodó gyíkok”) a hüllők osztályának (Reptilia) Diapsida alosztályába tartozó Archosauromorpha alosztályág egyik osztaga. Ma mindössze két csoport képviseli az alosztályágat: a krokodilok (Emydosauria, Crocodylia) és a madarak (Aves) (a krokodilok közelebbi rokonai a madaraknak, mint a többi hüllőnek!).

## Általános jellemzők
A csoport rendkívül változatos a kihalt alakokkal együtt, így közös jellemzésük nehéz. A madarak csontvázrendszerének felépítése jelentősen eltér az alosztályág többi csoportjától, így az alul leírtak nem mindig jellemzőek a madarakra is.
A koponyájuk ugyan diapszida-típusú, ám az alsó halántékablak sohasem nyílik ki. Ezzel szemben a koponyán a szemnyílás alatt található egy ún. ’’praeorbitalis’’ nyílás. Így az Archosauriák koponyáját gyakran triapszida-koponyának nevezik. A koponyacsontba valódi gyökeres fogak ékelődnek, ami rajtuk kívül csak az emlősökre (Mammalia) jellemző. A fogak felépítése, elhelyezkedése egyes csoportokon belül is jelentősen eltérhet az életmód függvényében. Az Archosauriák egy része két lábon járt (biped járás), amit a függesztőövek (váll- és medenceöv) és a végtagok erőteljes módosulása tett lehetővé.

## Életmód
Az Archosauriák többsége szárazföldön élő, gyors mozgású hüllő volt. A vízi életmódhoz másodlagosan alkalmazkodott csoportok sohasem érték el azt a mozgáskészséget a vízben, amely például a halgyíkokat (Ichtyopterygia) vagy a Plesiosauriákat jellemezte. A levegő meghódításában a messzemenően legtöbbet felmutató csoport. Két klád is, a madarak és a repülő őshüllők is meghódították a levegőt. Táplálkozásmódjuk is különféle volt: ismeretesek növényevők és ragadozók is (akárcsak a ma élő madarak között).

## Törzsfejlődés, rokonsági kapcsolatok
Az Archosauriák törzsfejlődése vitatott, őseiket az Eosuchiamorphák között kell keresnünk. Közös tőből erednek az Ichtyopterygiákkal (alosztályág) és a Lepidosauriákkal (Lepidosauromorpha alosztályág; pikkelyes hüllők), azok testvércsoportját alkotják. Kialakulásuk a felső permben történt, virágkoruk a mezozoikum óta egészen máig tart.
Az Archosauriákat ma két állatcsoport képviseli: a krokodilok és a madarak. A ma élő csoportok kladogramján egymás testvércsoportjaként jelentkeznek, tehát közös őstől erednek (bár nem közvetlenül). A madarak testvércsoportja a hüllőmedencéjű dinoszauruszok (Saurischia), melyekkel egy kládba vonhatók. E klád testvércsoportja a madármedencéjű dinoszauruszok (Ornithischia). Ezt a kládot közösen Dinosauria csoportnak nevezzük, melynek testvércsoportja a Herrarasaurus, majd az Eoraptor, és végül alapi helyzetben vannak a kládon a repülő őshüllők (Pterosauria). E klád neve: Ornithodira, melynek egyetlen ma élő csoportja tehát a madarak. Az Ornithodira testvércsoportja a Crurotarsi, melybe egyetlen élő rend tartozik, a krokodilok. Az ő testvércsoportjuk az Aetosauria ordo, lentebb Rauisuchia rend, alapi helyzetben pedig a Parasuchia (Phytosauria) rend. A két fő kládon kívül még kisebb rendek is tartoznak az Archosauromorpha alosztályágba: Choristodera, Prolacertiformes, Rhynchosauria, Trilophosauria. E csoportok természetesen már kihaltak.